# Laurel Canyon (Film)
Laurel Canyon ist ein US-amerikanisches Filmdrama aus dem Jahr 2002. Regie führte Lisa Cholodenko, die auch das Drehbuch schrieb.

## Handlung
Sam und seine wissenschaftlich arbeitende Verlobte Alex ziehen in das im Laurel Canyon gelegene Haus von Jane, der Mutter von Sam. Dort nehmen Jane, ihr Freund Ian McKnight und dessen Musikgruppe gerade ein Musikalbum auf. Janes Anwesenheit stört die Beziehung ihres Sohnes, der die aus Israel stammende Sara kennenlernt, die er attraktiv findet. Währenddessen vernachlässigt Alex ihre Dissertation und verbringt immer mehr Zeit mit den Musikern.

## Kritiken
Jamie Russell schrieb am 12. November 2003 für die BBC, der Film sei „süß“ und „zerknittert“; er biete nicht besonders viel Substanz. Christian Bale und Kate Beckinsale seien in guter Form. Der Film gehöre jedoch Frances McDormand, die eine dysfunktionale Frau mittleren Alters spiele.
Das Lexikon des internationalen Films schrieb, der Film sei eine „etwas langatmig ausgefallene Studie über das Auseinanderdriften eines Paares, deren Kameraarbeit sich auf das bloße Abfilmen des dialoglastigen Geschehens“ beschränke. Er sei „unspektakulär“ und überzeuge „hauptsächlich in den Nebenplots und -figuren“.

## Auszeichnungen
Lisa Cholodenko gewann im Jahr 2003 den Dorothy Arzner Prize des Director’s View Film Festivals. Frances McDormand gewann 2003 einen Preis des Gijón International Film Festivals; Lisa Cholodenko wurde für den auf dem gleichen Festival verliehenen Grand Prix Asturias nominiert.
Frances McDormand und Alessandro Nivola wurden im Jahr 2004 für den Independent Spirit Award nominiert. Frances McDormand wurde 2004 für den Chlotrudis Award nominiert.

## Hintergründe
Der Film wurde in Los Angeles gedreht. Seine Weltpremiere fand am 18. Mai 2002 auf den Internationalen Filmfestspielen von Cannes statt. Am 7. September 2002 wurde er auf dem Toronto International Film Festival gezeigt, dem im Januar 2003 das Sundance Film Festival und später weitere Festivals folgten. Am 7. März 2003 kam der Film in die ausgewählten Kinos der USA, in denen er ca. 3,66 Millionen US-Dollar einspielte. Die Kinovorführungen in Deutschland begannen am 29. Januar 2004. Insgesamt spielte der Film weltweit ca. 4,25 Millionen US-Dollar ein.
Die Lieder, die Ians Band einspielt, „Shade and Honey“ und „Someday I Will Treat You Good“, stammen von der Band Sparklehorse. Ians Bandkollegen werden von den Mitgliedern der Band The Folk Implosion, Lou Barlow, Imaad Wasif und Russel Pollard, dargestellt.